# Roberto Merhi
Roberto Merhi Muntan (* 22. März 1991 in Castellón de la Plana) ist ein spanischer Automobilrennfahrer. Er gewann 2011 den Meistertitel der Formel-3-Euroserie und die FIA-Formel-3-Trophäe. Von 2012 bis 2013 startete er in der DTM. 2015 trat er für Manor Marussia in der Formel 1 an. 2018 startet er in der FIA-Formel-2-Meisterschaft.

## Karriere
Mit acht Jahren begann Merhi 1999 seine Karriere im Kartsport, in dem er bis 2006 aktiv war. Ende 2006 macht Merhi seine ersten Erfahrungen im Formelsport bei zwei Rennen der spanischen Formel-3-Meisterschaft. Im darauf folgenden Winter ging er in der Winterserie der italienischen Formel Renault an den Start und wurde Dritter in der Gesamtwertung. 2007 startete Merhi im Formel Renault 2.0 Eurocup und wurde 18. im Gesamtklassement. In der italienischen Formel Renault, in der außerdem aktiv war, lief es für Merhi besser: Mit einem Sieg belegte er am Saisonende den vierten Gesamtrang. Darüber hinaus nahm er an Rennen der spanischen Formel 3, der italienischen Formel-Renault-Winterserie und der spanischen GT-Meisterschaft teil. 2008 wechselte Merhi zu Epsilon Euskadi und startete sowohl im Formel Renault 2.0 Eurocup, in dem er Vierter der Gesamtwertung wurde, als auch in der westeuropäischen Formel Renault, in der den Vizemeistertitel gewann. Außerdem startete Merhi bei fünf Rennen der spanischen Formel 3, von denen er zwei Rennen für sich entschied.
2009 fuhr Merhi für Manor Motorsport in der Formel-3-Euroserie. Nachdem er mit zwei zweiten Plätzen an den ersten beiden Rennwochenenden ein starkes Debüt gegeben hatte, erzielte er im weiteren Saisonverlauf zwei zusätzliche Podest-Platzierungen. Am Saisonende belegte er den siebten Platz in der Gesamtwertung. Nachdem sich Manor Motorsport am Saisonende aus der Formel-3-Euroserie zurückgezogen hatten, wechselte Merhi zu Mücke Motorsport, für die er in der Saison 2010 antrat. Beim Sonntagsrennen des zweiten Rennwochenendes in Hockenheim gelang Merhi sein erster Sieg in der Formel-3-Euroserie. Am Saisonende belegte er den fünften Gesamtrang. Außerdem trat er ab dem dritten Rennwochenende der Saison 2010 in der GP3-Serie für ATECH CRS GP an. Nachdem er bereits beim ersten Rennen als Dritter erstmals auf dem Podium stand, belegte er am Saisonende mit zwei zweiten Plätzen als beste Resultate den sechsten Gesamtrang. Er war zudem der einzige Pilot seines Teams, der Punkte erzielte. 2011 absolvierte Merhi für das Prema Powerteam als Teamkollege von Daniel Juncadella seine dritte Saison in der Formel-3-Euroserie. Von 27 Rennen entschied er 11 für sich und sicherte sich ein Rennwochenende vor Schluss vorzeitig den Meistertitel. Mit 406 zu 285 Punkten gewann er das Duell gegen Marco Wittmann. Darüber hinaus war Merhi 2011 in der FIA-Formel-3-Trophäe punkteberechtigt. Diese gewann er vorzeitig mit vier Siegen aus acht Rennen. Für Aufmerksamkeit sorgte er auch beim Formel-3-Masters, in dem er beim Start von der Pole-Position mit Juncadella kollidierte.

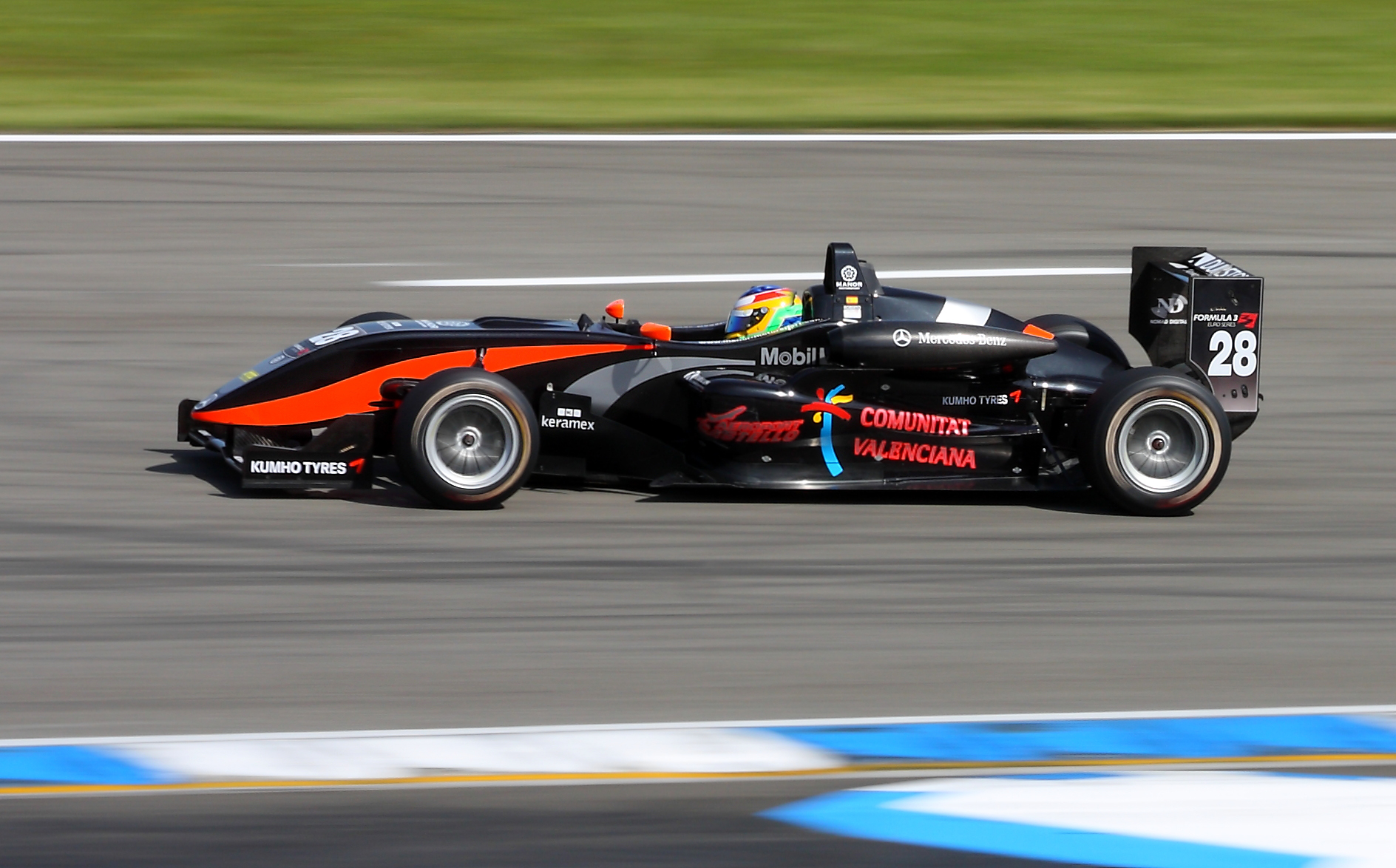
Merhi bei der Formel-3-Euroserie am Hockenheimring (2009)

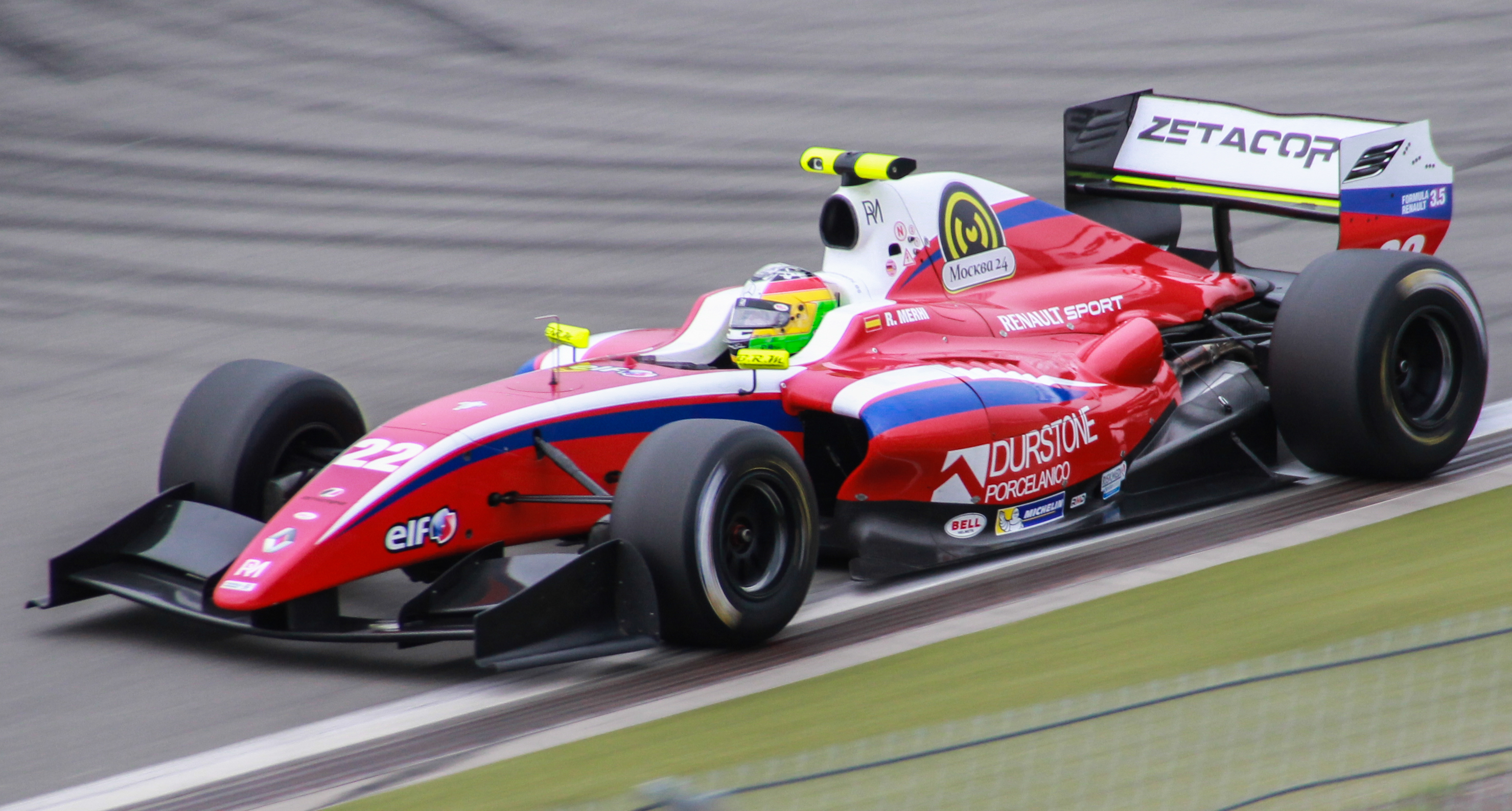
Roberto Merhi beim ersten Rennen der Formel Renault 3.5 auf dem Nürburgring 2014

2012 entschied sich Merhi gegen ein weiteres Engagement im Formelsport, obwohl er ein Angebot vom GP2-Team Racing Engineering hatte. Er wechselte in den Tourenwagensport in die DTM. Dort erhielt er für die Saison 2012 ein Cockpit bei Persson Motorsport in einem DTM AMG Mercedes C-Coupé. Ein elfter Platz war sein bestes Resultat. Zudem fuhr er einmal die schnellste Rennrunde. 2013 wechselte Merhi innerhalb der Mercedes-DTM-Teams zu HWA, nachdem Persson Motorsport aus der DTM ausgestiegen war. Beim Saisonauftakt erzielte er als Zehnter seine ersten Punkte. Auf dem Norisring wurde er Siebter. Beim letzten Rennen in Hockenheim gelang ihm mit einem zweiten Platz seine erste Podest-Platzierung. Merhi war vom 21. Platz ins Rennen gegangen und war wegen eines Frühstarts mit einer Durchfahrtsstrafe belegt worden, dennoch gelang es ihm unter regnerischen Bedingungen nach vorne zu fahren. Er beendete die Saison auf dem 15. Gesamtrang.
2014 kehrte Merhi in den Formelsport zurück. Er erhielt in der Formel Renault 3.5 ein Cockpit bei Zeta Corse. Bereits im ersten Rennen in Monza stand er als Zweiter auf dem Podest. In Wolokolamsk folgten schließlich seine erste Pole-Position und sein erster Sieg. Auf dem Nürburgring erzielte er einen weiteren Sieg von der Pole-Position startend und auch auf dem Hungaroring gewann er ein Rennen. Merhi hatte bis zur letzten Veranstaltung Titelchancen, unterlag jedoch schließlich Carlos Sainz jr. sowie Pierre Gasly und wurde Gesamtdritter. Gegen seinen Teamkollegen Roman Mawlanow setzte er sich mit 183 zu 0 Punkten deutlich durch. Darüber hinaus nahm Merhi 2014 an drei freien Trainings der Formel 1 für Caterham teil. Zusätzlich startete Merhi 2014 für Double R Racing bei zwei Rennen der britischen Formel-3-Meisterschaft und entschied dabei jeweils die Meisterschaftswertung für sich. Zudem wurde er mit Double R Racing Vierter beim Macau Grand Prix. Als Gaststarter trat er des Weiteren bei einem Rennen der Stock Car Brasil an.

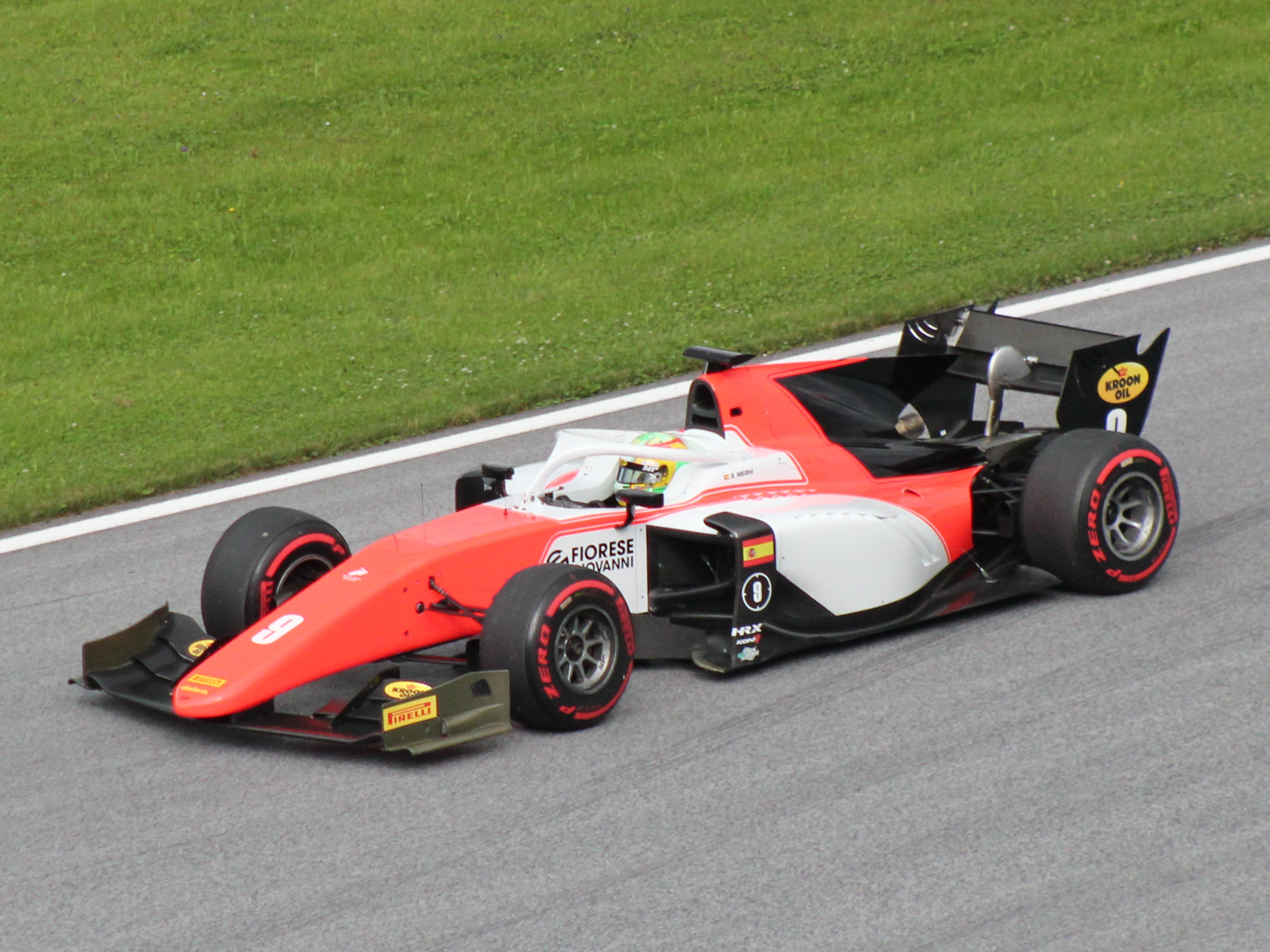
Roberto Merhi beim ersten Formel-2-Rennen in Spielberg 2018

Anfang 2015 erhielt Merhi kurzfristig ein Formel-1-Cockpit beim Manor Marussia F1 Team. Er wählte die 98 als seine Formel-1-Startnummer. Der Vertrag galt zunächst nur für den Saisonauftakt, den Großen Preis von Australien. Wegen technischer Probleme nahm der Rennstall an keiner Sitzung teil. Beim zweiten Grand Prix in Malaysia kam Merhi erneut zum Einsatz. Er absolvierte sein erstes Formel-1-Rennen und kam auf dem 15. Platz ins Ziel. Auch bei den nächsten zehn Rennen fuhr er für Manor. Anschließend wurde er für fünf der noch ausstehenden sieben Rennen durch Alexander Rossi ersetzt. Am Saisonende belegte er den 19. Gesamtrang. Merhi wurde darüber hinaus für die Formel-Renault-3.5-Saison 2015 von Pons Racing verpflichtet. Der Rennstall, der in den letzten Jahren nicht mehr so erfolgreich war, unternahm große Anstrengungen, um Merhi das Cockpit anzubieten und warb in der Winterpause mehrere Sponsoren des Pons-Moto2-Teams für Merhis Engagement an. Wegen einer Überschneidung mit der Formel 1 nahm er an einem Rennen nicht teil. Auf dem Hungaroring erzielte er mit dem zweiten Platz eine Podest-Platzierung. Beim darauf folgenden Rennwochenende in Spielberg war Merhi in einem Unfall nach dem ersten Rennen verwickelt. Nachdem er auf dem vierten Platz durchs Ziel gefahren war, verlangsamte er das Tempo. Nicholas Latifi, der mehrere Positionen hinter ihm ins Ziel gefahren war, übersah Merhi und fuhr mit hoher Geschwindigkeit ins Heck von Merhis Boliden. Latifi stieg auf und überschlug sich. Beide Fahrer blieben unverletzt. Die Rennleitung sah Merhi für diesen Unfall verantwortlich und disqualifiziert ihn. Zudem wurde er für das nächste Rennen, das für das er sich auf Platz zwei qualifiziert hatte, gesperrt. Merhi beendete nach diesem Vorfall sein Engagement in der Serie.
2017 ersetzte Merhi in der Formel 2 Stefano Coletti für das Rennwochenende in Barcelona bei Campos Racing. Zum Saisonende nahm er noch an drei Rennwochenenden im Rapax Team teil. Sein bestes Saisonergebnis war ein fünfter Platz. Die Meisterschaft beendete er mit 16 Punkten auf dem 18. Gesamtrang. 2018 startete er für MP Motorsport wiederum in der Formel 2. Vor dem Rennen in Spa-Francorchamps ersetzte ihn sein Team durch Dorian Boccolacci. Für die letzten beiden Formel-2-Rennwochenenden startete er als Ersatz für Roy Nissany für Campos Racing. Er beendete die Saison auf dem zwölften Platz.

## Statistik

### Karrierestationen
| - 2001–2005: Kartsport - 2006: Spanische Formel 3 - 2006: Italienischen Formel Renault, Winterserie (Platz 3) - 2007: Formel Renault 2.0 Eurocup (Platz 18) - 2007: Italienische Formel Renault (Platz 4) - 2007: Spanische Formel 3 (Platz 17) - 2007: Italienische Formel Renault, Winterserie (Platz 10) - 2007: Spanische GT-Meisterschaft, GTA (Platz 19) - 2008: Formel Renault 2.0 Eurocup (Platz 4) | - 2008: Westeuropäische Formel Renault (Platz 2) - 2008: Spanische Formel 3 (Platz 13) - 2009: Formel-3-Euroserie (Platz 7) - 2010: Formel-3-Euroserie (Platz 5) - 2010: GP3-Serie (Platz 6) - 2011: Formel-3-Euroserie (Meister) - 2011: FIA-Formel-3-Trophäe (Meister) - 2012: DTM - 2013: DTM (Platz 15) | - 2014: Formel Renault 3.5 (Platz 3) - 2014: Formel 1 (Testfahrer) - 2014: Britische Formel 3 (Platz 11) - 2015: Formel 1 (Platz 19) - 2015: Formel Renault 3.5 (Platz 14) - 2016: 24-Stunden-Rennen von Le Mans - 2017: Formel 2 (Platz 17) - 2018: Formel 2 (Platz 12) - 2020: 24-Stunden-Rennen von Le Mans - 2021: 24-Stunden-Rennen von Le Mans - 2022: Formel 2 (Platz 20) |

### Einzelergebnisse in der GP3-Serie
| Jahr | Team         | 1   | 2   | 3   | 4   | 5   | 6   | 7   | 8   | 9   | 10  | 11  | 12  | 13  | 14  | 15  | 16  | Punkte | Rang |
| ---- | ------------ | --- | --- | --- | --- | --- | --- | --- | --- | --- | --- | --- | --- | --- | --- | --- | --- | ------ | ---- |
| 2010 | Atech CRS GP | ESP | ESP | TUR | TUR | ESP | ESP | GBR | GBR | GER | GER | HUN | HUN | BEL | BEL | ITA | ITA | 26     | 6.   |
| 2010 | Atech CRS GP |     |     |     |     | 3   | 2   | DNF | 19  | 16  | DNF | DNF | 22  | 2   | 22  | 6   | 4   | 26     | 6.   |

### Einzelergebnisse in der Formel Renault 3.5
| Jahr | Team        | 1   | 2   | 3   | 4   | 5   | 6   | 7   | 8   | 9   | 10  | 11  | 12  | 13  | 14  | 15  | 16  | 17  | Punkte | Rang |
| ---- | ----------- | --- | --- | --- | --- | --- | --- | --- | --- | --- | --- | --- | --- | --- | --- | --- | --- | --- | ------ | ---- |
| 2014 | Zeta Corse  | MNZ | MNZ | ALC | ALC | MON | SPA | SPA | MOS | MOS | NÜR | NÜR | HUN | HUN | LEC | LEC | JRZ | JRZ | 183    | 3.   |
| 2014 | Zeta Corse  | 2   | 9   | 6   | 6   | 9   | DNF | 13  | 4   | 1   | 2   | 1   | 1   | 2   | 5   | 4   | DNF | DNF | 183    | 3.   |
| 2015 | Pons Racing | ALC | ALC | MON | SPA | SPA | HUN | HUN | SPI | SPI | SIL | SIL | NÜR | NÜR | LMS | LMS | JRZ | JRZ | 26     | 14.  |
| 2015 | Pons Racing | DNF | 9   |     | DNF | DNF | 2   | 7   | DSQ | EX  |     |     |     |     |     |     |     |     | 26     | 14.  |

### Einzelergebnisse in der FIA-Formel-2-Meisterschaft
| Jahr | Team          | 1   | 2   | 3   | 4   | 5   | 6   | 7   | 8   | 9   | 10  | 11  | 12  | 13  | 14  | 15  | 16  | 17  | 18  | 19  | 20  | 21  | 22  | 23  | 24  | 25  | 26  | 27  | 28  | Rang | Punkte |
| ---- | ------------- | --- | --- | --- | --- | --- | --- | --- | --- | --- | --- | --- | --- | --- | --- | --- | --- | --- | --- | --- | --- | --- | --- | --- | --- | --- | --- | --- | --- | ---- | ------ |
| 2017 | Campos Racing | BRN | BRN | ESP | ESP | MON | MON | AZE | AZE | AUT | AUT | GBR | GBR | HUN | HUN | BEL | BEL | ITA | ITA | ESP | ESP | UAE | UAE |     |     |     |     |     |     | 18.  | 16     |
| 2017 | Campos Racing |     |     | 19* | 12  |     |     |     |     |     |     |     |     |     |     |     |     |     |     |     |     |     |     |     |     |     |     |     |     | 18.  | 16     |
| 2017 | Rapax         |     |     |     |     |     |     |     |     |     |     |     |     |     |     | 7   | 6   | 11  | 5   |     |     | 16  | 10  |     |     |     |     |     |     | 18.  | 16     |
| 2018 | MP Motorsport | BRN | BRN | AZE | AZE | ESP | ESP | MON | MON | FRA | FRA | AUT | AUT | GBR | GBR | HUN | HUN | BEL | BEL | ITA | ITA | RUS | RUS | UAE | UAE |     |     |     |     | 12.  | 61     |
| 2018 | MP Motorsport | DNS | 11  | 9   | 7   | 13  | DNF | 3   | 7   | DSQ | 15  | 4   | 16  | 11  | 9   | 11  | 5   |     |     |     |     |     |     |     |     |     |     |     |     | 12.  | 61     |
| 2018 | Campos Racing |     |     |     |     |     |     |     |     |     |     |     |     |     |     |     |     |     |     |     |     | 9   | 6   | 8   | 3   |     |     |     |     | 12.  | 61     |
| 2022 | Campos Racing | BHR | BHR | KSA | KSA | IT1 | IT1 | ESP | ESP | MCO | MCO | ASE | ASE | GBR | GBR | AUT | AUT | FRA | FRA | HUN | HUN | BEL | BEL | NLD | NLD | IT2 | IT2 | UAE | UAE | 20.  | 15     |
| 2022 | Campos Racing |     |     |     |     |     |     |     |     |     |     |     |     |     |     | 19  | 3   | DNF | DNF | 14  | 21* |     |     |     |     |     |     |     |     | 20.  | 15     |

| Legende  | Legende            | Legende                                                          |
| Farbe    | Abkürzung          | Bedeutung                                                        |
| -------- | ------------------ | ---------------------------------------------------------------- |
| Gold     | –                  | Sieg                                                             |
| Silber   | –                  | 2. Platz                                                         |
| Bronze   | –                  | 3. Platz                                                         |
| Grün     | –                  | Platzierung in den Punkten                                       |
| Blau     | –                  | Klassifiziert außerhalb der Punkteränge                          |
| Violett  | DNF                | Rennen nicht beendet (did not finish)                            |
| Violett  | NC                 | nicht klassifiziert (not classified)                             |
| Rot      | DNQ                | nicht qualifiziert (did not qualify)                             |
| Rot      | DNPQ               | in Vorqualifikation gescheitert (did not pre-qualify)            |
| Schwarz  | DSQ                | disqualifiziert (disqualified)                                   |
| Weiß     | DNS                | nicht am Start (did not start)                                   |
| Weiß     | WD                 | zurückgezogen (withdrawn)                                        |
| Hellblau | PO                 | nur am Training teilgenommen (practiced only)                    |
| Hellblau | TD                 | Freitags-Testfahrer (test driver)                                |
| ohne     | DNP                | nicht am Training teilgenommen (did not practice)                |
| ohne     | INJ                | verletzt oder krank (injured)                                    |
| ohne     | EX                 | ausgeschlossen (excluded)                                        |
| ohne     | DNA                | nicht erschienen (did not arrive)                                |
| ohne     | C                  | Rennen abgesagt (cancelled)                                      |
| ohne     | keine WM-Teilnahme |                                                                  |
| sonstige | P/fett             | Pole-Position                                                    |
| sonstige | 1/2/3/4/5/6/7/8    | Punktplatzierung im Sprint-/Qualifikationsrennen                 |
| sonstige | SR/kursiv          | Schnellste Rennrunde                                             |
| sonstige | *                  | nicht im Ziel, aufgrund der zurückgelegten Distanz aber gewertet |
| sonstige | ()                 | Streichresultate                                                 |
| sonstige | unterstrichen      | Führender in der Gesamtwertung                                   |

### Statistik in der Formel-1-Weltmeisterschaft
Diese Statistik umfasst alle Teilnahmen des Fahrers an der Formel-1-Weltmeisterschaft.

#### Gesamtübersicht
| Saison | Team                   | Chassis       | Motor                | Rennen | Siege | Zweiter | Dritter | Poles | schn. Rennrunden | Punkte | WM-Pos. |
| ------ | ---------------------- | ------------- | -------------------- | ------ | ----- | ------- | ------- | ----- | ---------------- | ------ | ------- |
| 2015   | Manor Marussia F1 Team | Marussia MR03 | Ferrari 1.6 V6 Turbo | 13     | −     | −       | −       | −     | −                | 0      | 19.     |
| Gesamt | Gesamt                 | Gesamt        | Gesamt               | 13     | −     | −       | −       | −     | −                | 0      |         |

#### Einzelergebnisse
| Saison | 1  | 2  | 3  | 4  | 5  | 6   | 7  | 8  | 9  | 10 | 11 | 12 | 13 | 14 | 15 | 16 | 17 | 18 | 19 |
| ------ | -- | -- | -- | -- | -- | --- | -- | -- | -- | -- | -- | -- | -- | -- | -- | -- | -- | -- | -- |
| 2015   |    |    |    |    |    |     |    |    |    |    |    |    |    |    |    |    |    |    |    |
| DNP    | 15 | 16 | 17 | 18 | 16 | DNF | 14 | 12 | 15 | 15 | 16 |    |    | 13 |    |    |    | 19 |    |

| Legende  | Legende            | Legende                                                          |
| Farbe    | Abkürzung          | Bedeutung                                                        |
| -------- | ------------------ | ---------------------------------------------------------------- |
| Gold     | –                  | Sieg                                                             |
| Silber   | –                  | 2. Platz                                                         |
| Bronze   | –                  | 3. Platz                                                         |
| Grün     | –                  | Platzierung in den Punkten                                       |
| Blau     | –                  | Klassifiziert außerhalb der Punkteränge                          |
| Violett  | DNF                | Rennen nicht beendet (did not finish)                            |
| Violett  | NC                 | nicht klassifiziert (not classified)                             |
| Rot      | DNQ                | nicht qualifiziert (did not qualify)                             |
| Rot      | DNPQ               | in Vorqualifikation gescheitert (did not pre-qualify)            |
| Schwarz  | DSQ                | disqualifiziert (disqualified)                                   |
| Weiß     | DNS                | nicht am Start (did not start)                                   |
| Weiß     | WD                 | zurückgezogen (withdrawn)                                        |
| Hellblau | PO                 | nur am Training teilgenommen (practiced only)                    |
| Hellblau | TD                 | Freitags-Testfahrer (test driver)                                |
| ohne     | DNP                | nicht am Training teilgenommen (did not practice)                |
| ohne     | INJ                | verletzt oder krank (injured)                                    |
| ohne     | EX                 | ausgeschlossen (excluded)                                        |
| ohne     | DNA                | nicht erschienen (did not arrive)                                |
| ohne     | C                  | Rennen abgesagt (cancelled)                                      |
| ohne     | keine WM-Teilnahme |                                                                  |
| sonstige | P/fett             | Pole-Position                                                    |
| sonstige | 1/2/3/4/5/6/7/8    | Punktplatzierung im Sprint-/Qualifikationsrennen                 |
| sonstige | SR/kursiv          | Schnellste Rennrunde                                             |
| sonstige | *                  | nicht im Ziel, aufgrund der zurückgelegten Distanz aber gewertet |
| sonstige | ()                 | Streichresultate                                                 |
| sonstige | unterstrichen      | Führender in der Gesamtwertung                                   |

### Le-Mans-Ergebnisse
| Jahr | Team               | Fahrzeug       | Teamkollege | Teamkollege     | Platzierung | Ausfallgrund |
| ---- | ------------------ | -------------- | ----------- | --------------- | ----------- | ------------ |
| 2016 | Manor Motorsport   | Oreca 05       | Tor Graves  | James Jakes     | Ausfall     |              |
| 2020 | Eurasia Motorsport | Ligier JS P217 | Nick Foster | Nobuya Yamanaka | Rang 18     |              |
| 2021 | G-Drive Racing     | Aurus 01       | John Falb   | Rui Andrade     | Ausfall     | Unfall       |

### Einzelergebnisse in der DTM
| Saison | Team               | Hersteller | 1   | 2   | 3   | 4   | 5   | 6   | 7   | 8   | 9   | 10  | Punkte | Rang |
| ------ | ------------------ | ---------- | --- | --- | --- | --- | --- | --- | --- | --- | --- | --- | ------ | ---- |
| 2012   | Persson Motorsport | Mercedes   | HO1 | LAU | BRH | SPI | NOR | NÜR | ZAN | OSC | VAL | HO2 | –      | —    |
| 2012   | Persson Motorsport | Mercedes   | 18* | 16  | 17  | 12  | 13  | DNF | 11  | 14  | DNF | 15  | –      | —    |
| 2013   | HWA AG             | Mercedes   | HO1 | BRH | SPI | LAU | NOR | MOS | NÜR | OSC | ZAN | HO2 | 26     | 15.  |
| 2013   | HWA AG             | Mercedes   | 10  | 16  | 20  | 10  | 7   | 14  | 19  | 14  | DNF | 2   | 26     | 15.  |